# Oflag II B Arnswalde
Oflag II B Arnswalde – obóz jeniecki, położony w dzisiejszym Choszcznie.

## Organizacja obozu – okres polski
Obóz powstał w 1939 r. w Choszcznie na bazie koszar niemieckiego 3 batalionu 25 pułku piechoty zmotoryzowanej i 3 dywizjonu 2 pułku artylerii zmotoryzowanej. Infrastrukturę obozu stanowiły cztery dwupiętrowe bloki, sala gimnastyczna, dwa budynki administracyjne, cztery garaże, duży plac apelowy. Teren ten ogrodzono podwójnym płotem kolczastym o wysokości 2,5 m i szerokości 1,5 m.
Nadano mu nazwę Arnswalde II B co oznaczało; Arnswalde – nazwa miejscowości, w której usytuowano obóz – Choszczno, II – numer okręgu wojskowego w tym przypadku Szczecin (Pomorze, Meklemburgia), B – kolejność obozu w okręgu – drugi. Pierwszy transport liczący 2254 osób (1618 oficerów i 636 szeregowych) przybył do obozu 6 listopada 1939 roku z Dulagu w Stargardzie. Jeńcy wywodzili się z Armii „Kraków”, SGO „Polesie” i z obrońców wybrzeża. 21 listopada przywieziono kilkuset rannych jeńców ze szpitali polowych. Następny większy transport (1067 jeńców) przybył 7 grudnia 1939 także ze Stargardu.
Obozem kierował komendant poprzez komendanturę, która składała się z samodzielnych komórek:
- biuro komendanta
- oficera kontrwywiadu
- oficera sądowego
- administracji
- oddziału wartowniczego
- służby sanitarnej i kulturalno-oświatowej

## Administracja i osadzeni
Komendanci obozu
- 6 XI 1939 – 20 XII 1940 – płk Joachim von Loebecke
- 20 XII 1940 – IV 1941 – mjr von Stietencron
- IV 1941 – 14 V 1942 – płk von Muller

Na czele jeńców stał tzw. „starszy obozu”, który był wybierany spośród najstarszych stopniem oficerów. Starszy obozu wyznaczał starszych bloków i kompanii. W Choszcznie byli starsi bloków I, II, III, IV i garaży. Na poszczególnych piętrach znajdowały się kompanie. Funkcyjni obozu mieli swoich adiutantów.
Starsi obozu
- 6 XI 1939 – 20 XII 1940 – płk Rudolf Kaleński
- 20 XII 1940 -28 IX 1941 – płk Wojciech Tyczyński
- 28 IX 1941- 14 V 1942 – płk dypl. Witold Dzierżykraj-Morawski

Inni oficerowie
| - gen. bryg. Ludwik Kmicic-Skrzyński - płk Stefan Iwanowski - ppłk Władysław Adamczyk - ppłk Stanisław Bobrowski - ppłk Władysław Kubala - ppłk Andrzej Uthke - mjr Kazimierz Poschinger - mjr Albin Walenty Rak - mjr Marian Serafiniuk - mjr Henryk Sucharski - mjr Kazimierz Szempliński - kpt Tadeusz Bieńkowski - kpt Antoni Nahurski - kpt Emil Niemiec - kpt Tadeusz Wejtko - ks. kpt Edward Szabelski |  | - por. Zbigniew Cerkowniak - por. Alfred Adam Słociński - por. Henryk Wereszycki - ppor. Marian Bohusz-Szyszko - ppor. Jan Czapla - ppor. Stefan Flukowski - ppor. Jerzy Jurkiewicz - ppor. Leon Kruczkowski - ppor. Jan Gad - ppor. Bolesław Płotnicki - ppor. Józef Podgóreczny - ppor. Józef Słotwiński - ppor. Konstanty Turowski - ppor. Zygmunt Weiss - ppor. Eugeniusz Wierzbicki - ppor. Jan Zamoyski - Stanisław Wolicki |

## Warunki socjalno-bytowe
Jeńcy mieszkali w salach żołnierskich, które wyposażono w 1-2 stoły, kilka taboretów, szafki (jedna na dwie osoby), sienniki z podgłówkami. Łóżka przeznaczone były dla oficerów starszych wiekiem i chorych. Jeniec otrzymał: 1 koc, ręcznik, kubek, łyżkę i kawałek mydła. Na każdym piętrze znajdowały się toalety i umywalki z bieżącą zimną wodą, łaźni nie było. Oświetlenie było słabe, a ogrzewanie symboliczne. Kąpiel organizowano raz w miesiącu poza terenem obozu. Prano początkowo we własnym zakresie, następnie zbiorowo w niemieckiej pralni wojskowej. Istniał magazyn wymienny, gdzie można było wymienić zużyte części umundurowania. Leczenie zorganizowano w oparciu o polską służbę zdrowia, jednak wszelkie decyzje lekarza polskiego wymagały akceptacji niemieckiego. W obozie przebywało 8 oficerów lekarzy. Ciężej chorych leczono w szpitalu jenieckim w Stargardzie. Jedzenie całodniowe oceniono na 850 kcal. czyli było raczej głodowe. Oficerowie otrzymywali comiesięczne pobory płacone w tzw. lagermarkach odpowiadających wartością markom obiegowym. Wielkość poborów była zależna od posiadanego stopnia wojskowego i wynosiła dla: pułkownika 150 (np. generał brygady 180), podpułkownik 120, major 108, kapitan 98, porucznik 81, podporucznik 72).
Część zarobionych pieniędzy przekazywano na Fundusz Samopomocy. Działalność Funduszu obejmowała pomoc wdowom i sierotom po poległych kolegach w kraju, opłaty dla adwokatów broniących jeńców przed niemieckimi sądami, wypłatę żołdu dla podchorążych i szeregowców, a także na działalność kulturalno-oświatową. Akcję pomocy dla rodzin prowadziło także Koło Nauczycielskie.

## Ucieczki
- styczeń 1940 – ucieczka przez druty dwóch oficerów zostali złapani w mieście- Felicjan Pawlak, Jan Gerstel
- 13 maja 1940 – ucieczka 22 oficerów kanałami centralnego ogrzewania 17 złapano, 5 oficerów przedostało się do Warszawy – Józef Szymański, Bolesław Skirmut, Józef Cyrkowiak, Kazimierz Józefczyk, Zbigniew Skulski.
- 2 lipca 1940 – kilku oficerów wyszło z szeregowcami do pracy w polu i do obozu nie wrócili
- wrzesień 1941 – udana ucieczka trzech oficerów ppor. Dobrski, ppor. Leszczyński, ppor. Koser, którzy przekazali szyfr otrzymany od władz obozowych. Pozwoliło to nawiązać stałą korespondencję z obozem.
- 14 maja 1941 – nieudana próba ucieczki ppor. Franciszka Kotuniaka. Ppor. Kotuniak został zastrzelony przez niemieckiego wartownika. Pochowany na cmentarzu w Choszcznie.

## Życie religijne
Kaplica obozowa została urządzona w hali gimnastycznej. Ołtarz zaprojektował ppor. Rybicki. Wykonali go jeńcy – saperzy. Artysta malarz Kazimierz Piotrowski wykonał w oknach nad ołtarzem witraże. Na ołtarzu znajdował się obraz Matki Boskiej Częstochowskiej. Tabernakulum wyrzeźbił w drewnie zwykłym nożykiem strz. Kowalczyk. Szaty kościelne i naczynia liturgiczne były własnością Kościoła Mariackiego w Krakowie. Przywiózł je do obozu ks. Mieczysław Szablewski. Kaplicą opiekował się Komitet Kościelny, którym kierował ppłk Mieczysław Raczyński. Oficerowie rano i wieczorem zbierali się na wspólnej modlitwie. Dzień rozpoczynali pieśnią „Kiedy ranne wstają zorze”, a kończyli chóralnym śpiewem „Wszystkie nasze dzienne sprawy”. Modlono się także wspólnie za poległych kolegów. Początkowo opiekę duszpasterską sprawowało w Choszcznie czterech kapelanów. Wiosną 1940 r. kapelani zostali „zwolnieni z niewoli” i przekazano ich pod jurysdykcję SS. Trafili oni do obozu koncentracyjnego. Tego losu uniknął ks. kpt. Drechny, który urodził się w USA i posiadał obywatelstwo tego kraju. Zakazano mu odprawiać nabożeństwa i traktowany był jak zwykły jeniec. W Choszcznie istniała niemiecka parafia katolicka, której proboszczem był ks. Jordan, w wyniku starań „starszego” obozu zaczął odprawiać nabożeństwa w oflagu. Dzięki znajomości języka polskiego i osobistym walorom zyskał pełne zaufanie jeńców. Po klęsce Francji do obozu przybyła grupa jeńców francuskich, wśród których był jezuita ks. Brue. Przejął on obowiązki kapelana obozu. W dowód wdzięczności za życzliwość i opiekę duchową jeńcy wykonali dla kościoła w Arnswalde wspaniały kielich i przekazali go ks. Jordanowi. Na początku 1942 roku ks. Brue i francuscy jeńcy zostali wywiezieni z Choszczna. Wówczas ks. kpt. Drechny uzyskał zgodę i mógł odprawiać nabożeństwa, lecz tylko w niedzielę i święta, bez prawa wygłaszania kazań. Wyznawcy innych chrześcijańskich religii mieli także swoje zgromadzenia i modlili się w tej samej obozowej kaplicy.

## Edukacja obozowa
W zakresie edukacji obozowej największe zasługi wniosło środowisko nauczycielskie. Stosowano różne formy kształcenia i samokształcenia. Zorganizowano Wyższe Kursy Nauczycielskie. Założone zostało Koło Inżynierów i Techników. Zorganizowano Studium Politechnicznego z wydziałami: chemii, elektrycznym, geodezji, architektury, inżynierii lądowej, górniczo-hutniczym i mechanicznym. Wykładowcami byli inżynierowie: Stanisław Lenczewski, Bronisław Kędzierski, Eugeniusz Piotrowski, Eugeniusz Wierzbicki. Prowadzono wiele kursów, np. motorowy i drogowo-budowlany. Realizowano konspiracyjnie, zgodnie z programem dawnego Centrum Wyszkolenia Piechoty, kształcenie wojskowe, obowiązkowe dla wszystkich oficerów służby stałej. Istniały także inne koła zainteresowań (np.: Koło Ekonomistów, Koło Matematyków, Koło Literackie, Koło Prawników itd.), z których najbardziej prężne było Koło Nauczycieli. Jesienią 1941 roku powstało Koło Zagadnień Wiejskich z przewodniczącym ppor. Władysławem Bagińskim, które przekształcono później w Koło Zagadnień Społecznych.

## Kultura
Sprawami polityki kulturalno-oświatowej zajmowała się powołana przez starszego obozu Komisja Kulturalno-Oświatowa (płk Stefan Iwanowski, a od października 1940 ppłk Andrzej Uthke). W oflagu istniały orkiestry obozowe, w tym orkiestra symfoniczna ppor. Kardaszyńskiego i dwie rozrywkowe (jazzowe) ppor. Stanisława Gajdeczki i Andrzeja Schulza oraz kwintet ppor. Władysława Skocza.
Uroczystości religijne uświetniał 100 osobowy chór pod dyrekcją ppor. Skocza, który zadebiutował razem z orkiestrą Gajdeczki 10 sierpnia 1940 r. Działał „Teatr Symbolów” – gdzie grało trzech aktorów zawodowych, pozostali byli  amatorami-pasjonatami. Scenografią zajmowali się architekci, współpracowali także znani malarze: ppor. Jan Zamoyski i ppor. Marian Bohusz-Szyszko. Pod koniec swego istnienia już w obozie w Bornem-Sulinowie teatr skupiał 92 aktorów, 10 reżyserów, 120 członków zespołu technicznego i administracyjnego oraz 2 baletmistrzów. Ppor. Witold Korzeniowski  w ramach Studium Teatralnego założył własną grupę sceniczną. Na bazie tej grupy powstała "estrada polityczno-satyryczna" nazwana „Teatrem Stańczyka”. Grupa ta działała bez zgody władz niemieckich. Franciszek Borkowski w połowie 1941 r. na bazie batalionu gospodarczego utworzył żołnierski chór strzelecki. Od 25 sierpnia 1941 r. działał "Teatr Kukiełek"  kpt. Ryszarda Kocianowskiego,  który sam projektował i wykonywał lalki. W obozie przebywał Leon Kruczkowski, przeżycia obozowe rzuciły piętno na jego twórczość – „Niemcy”, „Pierwszy dzień wolności”, „Śmierć gubernatora”. Istniało Koło Literackie, którego członkiem był także najstarszy obozu płk dypl. W. Morawski. Dokonał on przekładu Eugeniusza Oniegina z języka rosyjskiego na polski.
W obozie pisało kilku poetów np. ppor. Mieczysław Goździkowski (Córce), Stefan Flukowski. Drukowali oni swoje wiersze w gazecie „Za Drutami”.
Na użytek Teatru Symbolów powstała operetka „Jedynaczka Klubu Arnswaldczyka” autorstwa ppor. Jerzego Persona i ppor. Mariana Wasilewskiego, komedia muzyczna „Miłość i przypadek” por. Karola Rypienia, Bersona i Wasilewskiego, komedia „Kawaler z księżyca” por. Zdzisława Skowrońskiego. Biblioteka obozowa w 1941 r. osiągnęła stan ponad 13 600 książek. Koło Nauczycieli posiadało także własną bibliotekę liczącą 130 tomów i 734 czytelników (stan na lipiec 1941 r.). Na czele Koła stał por. dr Tadeusz Pasierbiński, liczyło ono 250 członków.

## Sport
Głównym propagatorem sportu był dwukrotny olimpijczyk, dziennikarz sportowy ppor. Zygmunt Weiss. Działał w Choszcznie również reprezentant Polski na olimpiadzie w Amsterdamie ppor. Henryk Niezabitowski (wioślarz). Dzięki hali sportowej i dużemu placowi apelowemu były tu dogodne warunki do uprawiania różnych dyscyplin.
Oprócz gier zespołowych uprawiano zapasy, lekkoatletykę, boks, grano w tenisa.
Działały kluby sportowe: „Warta”, „Wisła”, „Pogoń”, ŁKS, które liczyły około 700 członków. Prowadzono rozgrywki ligowe, funkcjonował totalizator piłkarski (płacono papierosami). Istniała poradnia sportowa, którą prowadził były lekarz AWF mjr dr Rettinger.
Ponadto 300 oficerów uprawiało sport indywidualnie. Wysoki poziom sportowy zaowocował, po przeniesieniu jeńców do obozu Gross Born II D, organizacją olimpiady obozowej w olimpijskim 1944 roku.

## Prasa obozowa
W oflagu ukazała się pierwsza w obozach jenieckich legalna gazeta, nosiła ona nazwę "Gazetka Obozowa". Numer 1 ukazał się 24 grudnia 1939 r. Po niej ukazywała się "Za Drutami", a gdy wskutek zbyt dużej interwencji cenzury zaprzestano jej wydawania, w wolne miejsce weszło "Zadrucie" gazeta o odcieniu lewicowym. Redagował ją por. 36 pp LA Adam Rapacki (w PRL minister spraw zagranicznych). Działał tu swoisty koncern prasowy tzw. "Koncern Weissa". Za sprawą tego olimpijczyka i redaktora sportowego ukazywały się takie tytuły jak: "Przegląd Obozowy", "Przegląd Teatralny", "Słowo" oraz "Przegląd Sportowy", który przez to okazał się gazetą ukazującą się bez wojennej przerwy. Były też tytuły ściśle specjalistyczne („Głos Nauczycielski”, „Przegląd Techniczny”) oraz reprezentujące określoną orientację polityczną: lewicowy – "Żarna", katolicki – "Bursztyny", narodowy – "Naród w Walce", bezpartyjny – "Przegląd Wojskowo-Polityczny". Ponadto ukazywały się takie tytuły jak: "Dziś", "Żywe Słowo", "Znaki" oraz konspiracyjny "Codzienny Biuletyn Informacyjny", który czytany był na zbiórkach.
Podobną formę miało wspomniane „Zadrucie”, była to gazeta odczytywana w jednym baraku, na co obowiązywały odpowiednie karty wstępu lub powiadamiano specjalnymi łącznikami. Był to swoisty magazyn mówiony.

## Stan liczebny obozu
w latach 1939-1942 stan jeńców Polaków kształtował się następująco:
- 13 grudnia 1939 r. – 2073 oficerów i 323 szeregowych
- 2 stycznia 1940 r. – 2078 oficerów i 323 szeregowych
- 30 czerwca 1940 r. – 2405 oficerów i 363 szeregowych
- 28 lutego 1941 r. – 2213 oficerów i 345 szeregowych
- 1 stycznia 1942 r. – 2191 oficerów i 332 szeregowych
- 1 kwietnia 1942 r. – 2184 oficerów i 268 szeregowych

Obóz walnie przyczynił się do prężnego zorganizowania życia jenieckiego w powstałym później Oflagu II C Woldenberg (Dobiegniew). 17 września 1940 roku do Woldenbergu wysłano transport liczący 1963 oficerów polskich.

## Konspiracja obozowa
Komórka konspiracyjna powstała na początku 1940 r. z inicjatywy oficera 5 p.uł. mjr Bronisława Korpańskiego. Pod koniec 1940 r. mjr Korpański przeniesiony został do innego obozu i kierownictwo konspiracji przeszło w ręce płk Stanisława Tomiaka z 58 pp.
Postawiono wówczas na organizację grup szturmowych, opracowano plan opanowania posterunków i magazynów uzbrojenia oraz amunicji. Prowadzono monitoring terenu obozu i okolic, realizowano również rozpoznanie dalszego terenu. Grupy szturmowe zabezpieczały nielegalne przedsięwzięcia realizowane na terenie obozu np.: szkolenia, wykłady, uroczyste apele itp.
Po objęciu starszeństwa obozu przez płk Morawskiego (28 września 1941 r.) działalność konspiracyjna uległa dalszemu rozbudowaniu. Płk Morawski osobiście objął dowództwo nad całym ruchem konspiracyjnym. Utworzył grupy bojowe, wprowadzając strukturę typowo wojskową tj. drużyny, plutony (poprzednio mjr Korpański preferował tzw. system dziesiętny, a jego następca system szóstkowy).
Rozpoczęto werbowanie agentów spośród niemieckiej załogi, nawiązano łączność z krajem oraz utrzymywano stały kontakt z Polakami pracującymi w okolicy na robotach przymusowych. Po przeniesieniu jeńców do obozu w Bornem Sulinowie działalność konspiracyjna była kontynuowana rozszerzając znacznie zakres działania tak, że organizacja obozowa weszła w strukturę działającej na Pomorzu Środkowym grupy konspiracyjnej "Odra".

## Przeniesienie polskich jeńców
14 maja 1942 roku. Wszystkich jeńców Polaków wywieziono do Oflagu II D Groß Born, gdzie byli jeszcze jeńcy francuscy. Powitanie Polaków przez Francuzów było entuzjastyczne, wręcz triumfalne. Jeńców francuskich rozpędzano psami, a nawet bito kolbami.

## Okres francuski Oflagu
Pierwsza grupa jeńców francuskich została przywieziona do Choszczna tuż po klęsce Francji w czerwcu 1940. Najstarszym Francuzów został płk Gonnard. Początkowo wzajemne powitanie było chłodne ze względu na negatywne opinie Niemców o Polakach i niewojskowy wygląd samych Francuzów. Po obustronnych obserwacjach nieufność minęła. Francuzi włączyli się w nurt życia obozowego zorganizowanego przez Polaków, uczestnicząc w spektaklach teatru, imprezach i koncertach. Niektórzy grali w orkiestrze symfonicznej np.: mjr Vilmet (wiolonczela), mjr Hadangve (flet), por. Gaundry. Wspomniany płk Gonnard cieszył się bardzo wielkim szacunkiem jako człowiek i oficer. Docenił on także pomoc Polaków w przystosowaniu jeńców – Francuzów do obozowego życia, za co w gazecie "Za drutami" w serdecznych słowach podziękował "Kolegom Polakom". W życiu religijnym bardzo pomocnym okazał się francuski jezuita o. Bru. Pobyt Francuzów w 1940 roku był stosunkowo krótki. Według danych z 15 sierpnia 1940 w oflagu przebywało 356 oficerów i 140 szeregowych francuskich. 8 listopada tego roku wszystkich przewieziono do obozu w Prenzlau. 14 maja 1942 ponownie w oflagu II B pojawili się Francuzi, był to efekt wymiany jeńców między dwoma obozami. Polaków wywieziono do Oflagu II D w Bornem Sulinowie, gdzie uprzednio przebywali Francuzi.
Oflag Arnswalde II B stał się obozem całkowicie francuskim. Przerzut jeńców miał dwa główne cele tj. skomasowanie maksymalnej liczby jeńców – Polaków w dwóch obozach okręgu Szczecin i poprawę warunków bytowania Francuzów oraz obywateli państw zachodnich, w których liczono na kolaborację. Komendantami Oflagu w "okresie francuskim" byli:
- płk Neumann 	15 V – 31VII 1942 r.
- płk Euler 	1 VII – 05 IX 1942 r.
- mjr Berndt	6 IX – 22IX 1942 r.

i dalej płk Gerloff i jako ostatni ppłk Praetorius. Najstarszym obozu był płk Verdier. Nadzór wywiadowczy sprawowali: kpt. von Bülow i kpt. Christian. Nad obozową izbą chorych czuwał lekarz niemiecki dr Rücher.
Stan osobowy obozu był zmienny i w poszczególnych latach przedstawiał się następująco:
- 1 VI 1942 r. 	– 2396 oficerów i 408 szeregowych
- 1 X 1942 r. 	– 2507 oficerów i 335 szeregowych
- 1 I 1943 r. 	– 2459 oficerów i 302 szeregowych
- 1 X 1943 r. 	– 2561 oficerów i 292 szeregowych
- 1 I 1944 r. 	– 2526 oficerów i 285 szeregowych
- 1 X 1944 r. 	– 2578 oficerów i 292 szeregowych
- 1 I 1945 r. 	– 2549 oficerów i 291 szeregowych

Podobnie jak Polacy, Francuzi posiadali liczącą blisko 22020 tomów bibliotekę, książki były dostarczane przez rząd Vichy. Po ewakuacji obozu biblioteka zaginęła. Zorganizowano Uniwersytet Obrony, który działał do 20.01.1945 r. Wykładano w nim wiedzę o literaturze, prawo i filozofię. Wprowadzono także studia niższe, gdzie także wykładano nauki techniczne. Studia wyższe objęły około 480 oficerów, niższe 135. Preferowaną formą samokształcenia były konferencje obligujące do samodzielnej pracy. W przeciwieństwie do Polaków, którzy pobyt w niewoli wykorzystali na zdobycie dodatkowych kwalifikacji, Francuzi stosowali metodę pogłębienia posiadanej wiedzy i studiów indywidualnych. Ruch konspiracyjny wśród jeńców francuskich rozwinął się dość późno. W 1943 roku powstały zalążki "Groupement Liberte" reprezentujące "Wolnych Francuzów". Ruch ten rozwijał się bardzo ostrożnie. Przyjmowano do niego pojedyncze osoby po bardzo wnikliwym sprawdzeniu i zbadaniu. Dzięki takiej formie uniknięto jakichkolwiek wpadek i ruch nigdy nie został wykryty. W tej działalności uczestniczyli oficerowie zawodowi, jak również i rezerwy. Utrzymywano ścisły kontakt z Francją.
Przekazano m.in. informacje otrzymane od jeńców pracujących w Policach i innych zakładach, ważnych ze względów wojskowych. W obozie prowadzono działalność wychowawczo-oświatową, kulturalną oraz wydawano biuletyny. 24 maja 1942 roku władze obozowe zaproponowały oficerom podjęcie pracy na terenie Rzeszy. Z tej propozycji do 12 lipca 1944 r. skorzystało 495 oficerów, czyli co piąty statystyczny oficer. Była to sześciomiesięczna praca kontraktowa na zasadzie urlopowania z niewoli. Kontrakty mogły być przedłużane. Źródła podają także, że z obozu uciekło prawdopodobnie 19 jeńców. Do obowiązków jeńca francuskiego należało spacerowanie. Organizowano nawet zawody marszowe (ppor. Leduc w ciągu 3 dni przemaszerował 120 km.). Zgodnie z poleceniem starszyzny obozowej każdy jeniec musiał "przespacerować" w ciągu 2 tygodni 10, a później 15 km. Forma tego treningu zaowocowała podczas ewakuacji obozu. Jeńcy francuscy przebywali w Oflagu Arnswalde II B do 29 stycznia 1945 r. Rozkaz do wymarszu wydano w nocy 28/29 stycznia. Utworzono kolumnę, podzieloną na trzy 900 osobowe grupy. Wyruszono w kierunku Odry, którą przekroczono w okolicy Radziszewa i Kołbaskowa 2 lutego 1945 r. Na odcinku Choszczno-Odra uciekło 154 oficerów, część z nich wyłapano i po przekazaniu do Szczecina wywieziono na Zachód. Marsz ten trwał do 25 lutego i zakończył się w m. Waren. Tu część pozostała i doczekała nadejścia Rosjan. Natomiast z pozostałych oficerów następnego dnia uformowano kolumnę, której marsz zakończył się dopiero 19 marca w Oflagu IV A Soest. W Choszcznie, przed rozpoczęciem ewakuacji obozu, pozostawiono 45 chorych jeńców niezdolnych
do marszu. Przeżyli oni  mękę oblężenia miasta. 17 lutego 1945 roku jeszcze przed zdobyciem Choszczna wyzwoliła ich Armia Czerwona.

## Literatura
- Andrzej Drzycimski Major Henryk Sucharski Ossolineum 1990 r.
- Józef Bohatkiewicz Oflag II B Arnswalde Książka i Wiedza Warszawa 1974 r.
- Juliusz Pollack Jeńcy polscy w hitlerowskiej niewoli Wyd. MON 1982 r.
- Gracjan Bojar-Fijałkowski Losy jeńców wojennych na Pomorzu Zachodnim i w Meklemburgii 1939-1945	Wyd. MON 1979 r.
- Bogdan Frankiewicz Praca przymusowa na Pomorzu Zachodnim w latach II wojny światowej	Wyd. Poznańskie 1969 r.
- Stanisław Podlewski Wierni Bogu i Ojczyźnie Novum 1985 r.
- Andrzej Szutowicz Arnswalde IIB Kawaliera Drawno 2005
- Stanisław Piekarski Polskie teatry jenieckie w Niemczech 1939-1945 Wyd. Dep. Społ.-Wych.MON Dom Wojska Polskiego 2001 r.
- Zbiorowe; Obozy hitlerowskie na ziemiach polskich Wyd.PWN 1979
- Oflag II B Arnswalde. W: Marek Sadzewicz: Oflag II D Gross-Born. Warszawa: Książka i Wiedza, 1977, s. 19-79.